# Równanie czwartego stopnia

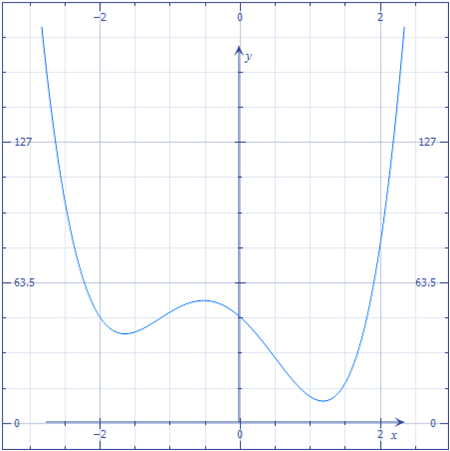
Wykres przykładowej funkcji czwartego stopnia

Równanie czwartego stopnia – równanie algebraiczne postaci {\displaystyle ax^{4}+bx^{3}+cx^{2}+dx+h=0,} przy {\displaystyle a\neq 0.}

## Rys historyczny
W 1540 r. Lodovico Ferrari odkrył ogólną metodę redukcji równań czwartego stopnia do równań sześciennych. Razem z metodą rozwiązywania tych ostatnich opracowaną wcześniej przez Scipione del Ferro i Niccola Tartaglię pozwalało to rozwiązać wszystkie typy równań stopnia 4. Wyniki te zostały opublikowane przez Girolama Cardana w Ars Magna w 1545 r.

## Najprostsze przypadki równań
W pewnych przypadkach równanie
|  |  | {\displaystyle ax^{4}+bx^{3}+cx^{2}+dx+h=0} |  | (1) |

można rozwiązać prostszymi metodami.

### Równanie dwukwadratowe
Jeśli {\displaystyle b=d=0,} czyli gdy (1) jest postaci:
|  |  | {\displaystyle ax^{4}+cx^{2}+h=0,} |  | (1a) |

to równanie jest znane jako dwukwadratowe  lub bikwadratowe. Aby je rozwiązać, można podstawić {\displaystyle t:=x^{2}.} Wtedy otrzymuje się równanie kwadratowe:
{\displaystyle at^{2}+ct+h=0.}

### Równanie zwrotne
Jeśli {\displaystyle b=d\;{}} oraz {\displaystyle {}\;a=h,\;{}} czyli gdy (1) jest postaci
|  |  | {\displaystyle ax^{4}+bx^{3}+cx^{2}+bx+a=0,} |  | (1b) |

to równanie jest równaniem zwrotnym. Rozwiązuje się je, dzieląc obie strony równania przez {\displaystyle x^{2}} i otrzymując
{\displaystyle a(x^{2}+x^{-2})+b(x+x^{-1})+c=0.}
Podstawiając {\displaystyle y=x+x^{-1},} otrzymuje się {\displaystyle x^{2}+x^{-2}=y^{2}-2} i równanie kwadratowe:
{\displaystyle a(y^{2}-2)+by+c=0,}
z którego oblicza się {\displaystyle y,} a potem wyznacza się {\displaystyle x.}

### Równanie ze znanym jednym z pierwiastków
Jeśli znajdzie się jeden pierwiastek {\displaystyle x_{0}} równania (1), to można na mocy twierdzenia Bézouta podzielić wielomian {\displaystyle ax^{4}+bx^{3}+cx^{2}+dx+h} przez {\displaystyle x-x_{0},} redukując równanie wyjściowe do równania trzeciego stopnia. Rozwiązując to równanie, można znaleźć wszystkie rozwiązania równania (1).

## Redukcja równania ogólnego
Równanie (1) jest redukowalne do postaci
|  |  | {\displaystyle u^{4}+pu^{2}+qu+r=0.} |  | (2) |

Wyjściowe równanie należy podzielić obustronnie przez {\displaystyle a,} otrzymując:
|  |  | {\displaystyle x^{4}+{\frac {b}{a}}x^{3}+{\frac {c}{a}}x^{2}+{\frac {d}{a}}x+{\frac {h}{a}}=0.} |  | (3) |

Następnie stosuje się podstawienie {\displaystyle x=u-{\tfrac {b}{4a}}} prowadzące do:
|  |  | {\displaystyle \left(u-{\frac {b}{4a}}\right)^{4}+{\frac {b}{a}}\left(u-{\frac {b}{4a}}\right)^{3}} {\displaystyle {}+{\frac {c}{a}}\left(u-{\frac {b}{4a}}\right)^{2}+{\frac {d}{a}}\left(u-{\frac {b}{4a}}\right)+{\frac {h}{a}}=0.} |  | (4) |

Po wymnożeniu otrzymuje się:
{\displaystyle \left(u^{4}-{\frac {b}{a}}u^{3}+{\frac {6b^{2}}{16a^{2}}}u^{2}-{\frac {4b^{3}}{64a^{3}}}u+{\frac {b^{4}}{256a^{4}}}\right)}

|  |  | {\displaystyle {}+{\frac {b}{a}}\left(u^{3}-{\frac {3b}{4a}}u^{2}+{\frac {3b^{2}}{16a^{2}}}u-{\frac {b^{3}}{64a^{3}}}\right)} {\displaystyle {}+{\frac {c}{a}}\left(u^{2}-{\frac {b}{2a}}u+{\frac {b^{2}}{16a^{2}}}\right)} {\displaystyle {}+{\frac {d}{a}}\left(u-{\frac {b}{4a}}\right)+{\frac {h}{a}}=0,} |  | (5) |

a po uporządkowaniu zmiennych względem wykładników potęgowych równanie przybiera postać:
|  |  | {\displaystyle u^{4}+\left({\frac {-3b^{2}}{8a^{2}}}+{\frac {c}{a}}\right)u^{2}+\left({\frac {b^{3}}{8a^{3}}}-{\frac {bc}{2a^{2}}}+{\frac {d}{a}}\right)u} {\displaystyle {}+\left({\frac {-3b^{4}}{256a^{4}}}+{\frac {cb^{2}}{16a^{3}}}-{\frac {bd}{4a^{2}}}+{\frac {h}{a}}\right)=0.} |  | (6) |

Jeśli oznaczy się jako
{\displaystyle p={\frac {-3b^{2}}{8a^{2}}}+{\frac {c}{a}},}
{\displaystyle q={\frac {b^{3}}{8a^{3}}}-{\frac {bc}{2a^{2}}}+{\frac {d}{a}},}
{\displaystyle r={\frac {-3b^{4}}{256a^{4}}}+{\frac {cb^{2}}{16a^{3}}}-{\frac {bd}{4a^{2}}}+{\frac {h}{a}},}
to równanie (1) zostało sprowadzone do postaci:
|  |  | {\displaystyle u^{4}+pu^{2}+qu+r=0.} |  | (2) |

Tę redukcję można wykonać, stosując schemat Hornera, ponieważ {\displaystyle u=x+{\tfrac {b}{4a}}} i więc poszukiwanie współczynników odpowiedniego wielomianu z {\displaystyle u,} to faktycznie rozkładanie wielomianu względem potęg dwumianu {\displaystyle x+{\tfrac {b}{4a}}.}

## Rozwiązywanie równania zredukowanego
Równanie zredukowane można rozwiązać analitycznie na kilka sposobów:

### Metoda Descartes’a-Eulera
Metoda Descartes’a-Eulera polega na rozwiązywaniu równań postaci
|  |  | {\displaystyle u^{4}+pu^{2}+qu+r=0} |  | (2) |

dla {\displaystyle q\neq 0\quad {}} (równanie nie jest dwukwadratowe).

#### Znajdowanie jednego pierwiastka
Wprowadza się trzy zmienne {\displaystyle t,v,w} spełniające równanie
{\displaystyle t+v+w=2u.}
Wówczas
{\displaystyle t^{2}+v^{2}+w^{2}+2(tv+tw+vw)=4u^{2},}
a stąd
{\displaystyle \left(t^{2}+v^{2}+w^{2}\right)^{2}+4\left(t^{2}+v^{2}+w^{2}\right)\left(tv+tw+vw\right)}
{\displaystyle {}+4\left(t^{2}v^{2}+t^{2}w^{2}+v^{2}w^{2}\right)+8tvw\left(t+v+w\right)=16u^{4}.}
Mnożąc obie strony (2) przez 16 i podstawiając wyrażenia na {\displaystyle u,u^{2},u^{4}} dane przez powyższe równania, otrzymuje się:
|  |  | {\displaystyle \left(t^{2}+v^{2}+w^{2}\right)^{2}+4p\left(t^{2}+v^{2}+w^{2}\right)} {\displaystyle {}+4\left(tv+tw+vw\right)\left(t^{2}+v^{2}+w^{2}+2p\right)} {\displaystyle {}+4\left(t^{2}v^{2}+t^{2}w^{2}+v^{2}w^{2}\right)} {\displaystyle {}+8\left(t+v+w\right)\left(tvw+q\right)+16r=0} |  | (7) |

Każda trójka liczb {\displaystyle t,v,w} spełniająca równanie (7) daje rozwiązanie {\displaystyle u} równania (2). Jeśli liczby {\displaystyle t,v,w} spełniają równania
|  |  | {\displaystyle tvw=-q} |  | (8) |

|  |  | {\displaystyle t^{2}+v^{2}+w^{2}=-2p} |  | (9) |

|  |  | {\displaystyle t^{2}v^{2}+t^{2}w^{2}+v^{2}w^{2}=p^{2}-4r} |  | (10) |

to spełniają one również równanie (7). Jeśli równanie (8) przekształci się do
|  |  | {\displaystyle t^{2}v^{2}w^{2}=q^{2},} |  | (11) |

to układ równań (9)-(11) jest wzorem Viète’a dla pewnego równania sześciennego. Używając metod na rozwiązywanie równań trzeciego stopnia, znajduje się pierwiastki {\displaystyle z_{1},z_{2},z_{3}} „równania rozwiązującego”:
|  |  | {\displaystyle z^{3}+2pz^{2}+(p^{2}-4r)z-q^{2}=0.} |  | (12) |

Niech
- {\displaystyle t} będzie jednym z dwóch pierwiastków kwadratowych z liczby {\displaystyle z_{1},}
- {\displaystyle v} będzie jednym z dwóch pierwiastków kwadratowych z liczby {\displaystyle z_{2},} a
- {\displaystyle w} będzie tym z dwóch pierwiastków kwadratowych z liczby {\displaystyle z_{3},} przy którym będzie spełnione równanie (8) powyżej (ponieważ {\displaystyle q\neq 0,} to {\displaystyle z_{3}\neq 0} i liczba ta ma dwa różne pierwiastki różniące się znakiem). Wówczas liczby {\displaystyle t,v,w} spełniają równania (8)-(10), więc również równanie (7). Otrzymuje się zatem rozwiązanie równania (2):

{\displaystyle u_{0}={\frac {t+v+w}{2}}.}

#### Znajdowanie wszystkich pierwiastków
„Równanie rozwiązujące”
|  |  | {\displaystyle z^{3}+2pz^{2}+(p^{2}-4r)z-q^{2}=0} |  | (12) |

ma pierwiastki {\displaystyle z_{1},z_{2},z_{3}.}
Następnie wyznacza się liczby {\displaystyle t_{1},v_{1},w_{1},} tak że {\displaystyle t^{2}=z_{1},} {\displaystyle v^{2}=z_{2},} {\displaystyle w^{2}=z_{3}} oraz {\displaystyle tvw=-q.}
Wówczas liczby {\displaystyle t_{1},v_{1},w_{1}} spełniają równania (8)-(10), a zatem również równanie (7). Otrzymuje się więc
{\displaystyle t_{1}^{2}+v_{1}^{2}+w_{1}^{2}=-2p}
oraz
{\displaystyle t_{1}^{2}v_{1}^{2}+t_{1}^{2}w_{1}^{2}+v_{1}^{2}w_{1}^{2}=p^{2}-4r,}
a stąd
|  |  | {\displaystyle t_{1}^{4}+v_{1}^{4}+w_{1}^{4}-2\left(t_{1}^{2}w_{1}^{2}+t_{1}^{2}w_{1}^{2}+v_{1}^{2}w_{1}^{2}\right)} {\displaystyle {}=\left(t_{1}^{2}+v_{1}^{2}+w_{1}^{2}\right)^{2}-4\left(t_{1}^{2}w_{1}^{2}+t_{1}^{2}w_{1}^{2}+v_{1}^{2}w_{1}^{2}\right)} {\displaystyle {}=4p^{2}-4\left(p^{2}-4r\right)=16r.} |  | (13) |

Skoro
{\displaystyle \left(2u-t_{1}-v_{1}-w_{1}\right)\left(2u-t_{1}+v_{1}+w_{1}\right)\left(2u+t_{1}-v_{1}+w_{1}\right)\left(2u+t_{1}+v_{1}-w_{1}\right)}
{\displaystyle =\left[\left(2u-t_{1}\right)^{2}-\left(v_{1}+w_{1}\right)^{2}\right]\left[\left(2u+t_{1}\right)^{2}-\left(v_{1}-w_{1}\right)^{2}\right]}
{\displaystyle =\left(4u^{2}-t_{1}^{2}\right)^{2}-\left(2u-t_{1}\right)^{2}\left(v_{1}-w_{1}\right)^{2}-\left(2u+t_{1}\right)^{2}\left(v_{1}+w_{1}\right)^{2}+\left(v_{1}^{2}-w_{1}^{2}\right)^{2}}
{\displaystyle =16u^{4}-8u^{2}\left(t_{1}^{2}+v_{1}^{2}+w_{1}^{2}\right)-16ut_{1}v_{1}w_{1}+t_{1}^{4}+v_{1}^{4}+w_{1}^{4}-2\left(t_{1}^{2}w_{1}^{2}+t_{1}^{2}v_{1}^{2}+v_{1}^{2}w_{1}^{2}\right)}
{\displaystyle =16(u^{4}+pu^{2}+qu+r),}
to dla ostatniej równości używa się równań (13) oraz {\displaystyle t_{1}v_{1}w_{1}=-q,} więc otrzymuje się równanie:
{\displaystyle 16(u^{4}+pu^{2}+qu+r)=\left(2u-t_{1}-v_{1}-w_{1}\right)\left(2u-t_{1}+v_{1}+w_{1}\right)}
{\displaystyle \cdot \left(2u+t_{1}-v_{1}+w_{1}\right)\left(2u+t_{1}+v_{1}-w_{1}\right),}
więc liczby
{\displaystyle u_{1}={\frac {t_{1}+v_{1}+w_{1}}{2}},}   {\displaystyle u_{2}={\frac {t_{1}-v_{1}-w_{1}}{2}},}
{\displaystyle u_{3}={\frac {-t_{1}+v_{1}-w_{1}}{2}},}   {\displaystyle u_{4}={\frac {-t_{1}-v_{1}+w_{1}}{2}}}
spełniają równanie (2). Są to wszystkie pierwiastki tego równania.
Równanie (2) ma 4 różne pierwiastki rzeczywiste wtedy i tylko wtedy, gdy równanie (12) ma 3 różne pierwiastki rzeczywiste.
Dowód
Na mocy użytych wcześniej równań otrzymuje się
{\displaystyle \left(u_{1}-u_{2}\right)\left(u_{1}-u_{3}\right)\left(u_{1}-u_{4}\right)\left(u_{2}-u_{3}\right)\left(u_{2}-u_{4}\right)\left(u_{3}-u_{4}\right)=\left(t_{1}^{2}-v_{1}^{2}\right)\left(t_{1}^{2}-w_{1}^{2}\right)\left(v_{1}^{2}-w_{1}^{2}\right),\quad {}}
gdzie nadal {\displaystyle t_{1},v_{1},w_{1}} są pierwiastkami równania (12).

### Metoda Ferrariego
Równanie (2) przekształca się do
{\displaystyle u^{4}+2pu^{2}+p^{2}=pu^{2}-qu-r+p^{2},}
a następnie
|  |  | {\displaystyle (u^{2}+p)^{2}=pu^{2}-qu-r+p^{2}.} |  | (14) |

Wprowadzamy nową niewiadomą {\displaystyle v.} Dodając do wyrażenia w nawiasie równania (14) po lewej stronie {\displaystyle v,} można zapisać
|  |  | {\displaystyle (u^{2}+p+v)^{2}=(u^{2}+p)^{2}+2v(u^{2}+p)+v^{2}} {\displaystyle {}=pu^{2}-qu-r+p^{2}+2v(u^{2}+p)+v^{2}} {\displaystyle {}=(p+2v)u^{2}-qu+(p^{2}-r+2pv+v^{2}),} |  | (15) |

czyli
|  |  | {\displaystyle (u^{2}+p+v)^{2}=(p+2v)u^{2}-qu+(p^{2}-r+2pv+v^{2}).} |  | (16) |

Aby po obu stronach powyższego równania były pełne kwadraty, należy wybrać liczbę {\displaystyle v,} tak aby wyróżnik wielomianu po prawej stronie był zerowy:
|  |  | {\displaystyle (-q)^{2}-4(p+2v)(p^{2}-r+2pv+v^{2})=0.} |  | (17) |

Równanie (17) można zapisać w postaci równania trzeciego stopnia względem {\displaystyle v}
|  |  | {\displaystyle (q^{2}-4p^{3}+4pr)+(-16p^{2}+8r)v-20pv^{2}-8v^{3}=0,} |  | (18) |

które można rozwiązać metodami del Ferro i Tartaglii. Zatem przy {\displaystyle v} będącym rozwiązaniem tego równania, wyrażenie
{\displaystyle (p+2v)u^{2}-qu+(p^{2}-r+2pv+v^{2})}
jest pełnym kwadratem i równanie (2) zostaje zredukowane do:
{\displaystyle (u^{2}+p+v)^{2}=(p+2v)\left(u-{\frac {q}{2(p+2v)}}\right)^{2}.}
Powyższe równanie jest więc redukowalne do równań kwadratowych (wystarczy skorzystać ze wzoru na różnicę kwadratów):
{\displaystyle \left(u^{2}-{\sqrt {p+2v}}\cdot u+p+v+{\tfrac {q}{2{\sqrt {p+2v}}}}\right)\left(u^{2}+{\sqrt {p+2v}}\cdot u+p+v-{\tfrac {q}{2{\sqrt {p+2v}}}}\right)=0.}